# Aglaophenia suensonii
Aglaophenia suensonii är en nässeldjursart som beskrevs av Jäderholm 1896. Aglaophenia suensonii ingår i släktet Aglaophenia och familjen Aglaopheniidae. Inga underarter finns listade i Catalogue of Life.